# Vịt mồng
Vịt mồng, tên khoa học Sarkidiornis melanotos, là một loài chim trong họ Vịt.. Đây là một loài vịt nhiệt đới bất thường, được tìm thấy trong vùng đầm lầy nhiệt đới ở vùng cận Sahara châu Phi, Madagascar và phía nam Châu Á từ Pakistan đến Lào và cực nam Trung Quốc. Nó cũng được phát hiện ở Nam Mỹ về phía nam tới khu vực sông Paraguay ở miền đông Paraguay, đông nam Brasil và cực đông bắc của Argentina, và một số sống đơn độc ở Trinidad.
Đây là loài duy nhất được biệt tới của chi Sarkidiornis. Các vụ tuyệt chủng "vịt mồng Mauritian" dựa trên sự xác định nhầm của Alopochen mauritianus, điều này đã được thực hiện vào đầu năm 1897, nhưng danh tính sai lầm có thể vẫn thỉnh thoảng được tìm thấy trong các nguồn gần đây.